# Bahnhof Hennef (Sieg)
Der Bahnhof Hennef (Sieg) befindet sich im Zentrum der Stadt Hennef (Sieg) im Rhein-Sieg-Kreis. Er wurde 1859 von der Cöln-Mindener Eisenbahn mit der Siegstrecke eröffnet und diente dem Personen- und Güterverkehr. Planmäßig verkehren hier heute der RE 9 im Stundentakt und die S 12 / S 19 mit sechs Zügen je Stunde nach Köln Hauptbahnhof, davon halbstündlich ein Zug bis nach Au (Sieg), wobei der RE 9 zur Hauptverkehrszeit morgens Richtung Köln und nachmittags Richtung Siegen verstärkt wird. Selten fahren auch Güterzüge durch den Bahnhof. Sämtliche planmäßig durch den Bahnhof verkehrenden Personenzüge werden von der DB Regio NRW betrieben. Der Bahnhof ist ein Durchgangsbahnhof und ist in die Preisklasse 4 eingeordnet. Die Betriebsstellenabkürzung lautet KHEN (ehemalige Bundesbahndirektion Köln, Bahnhof Hennef).

## Verkehrliche Bedeutung

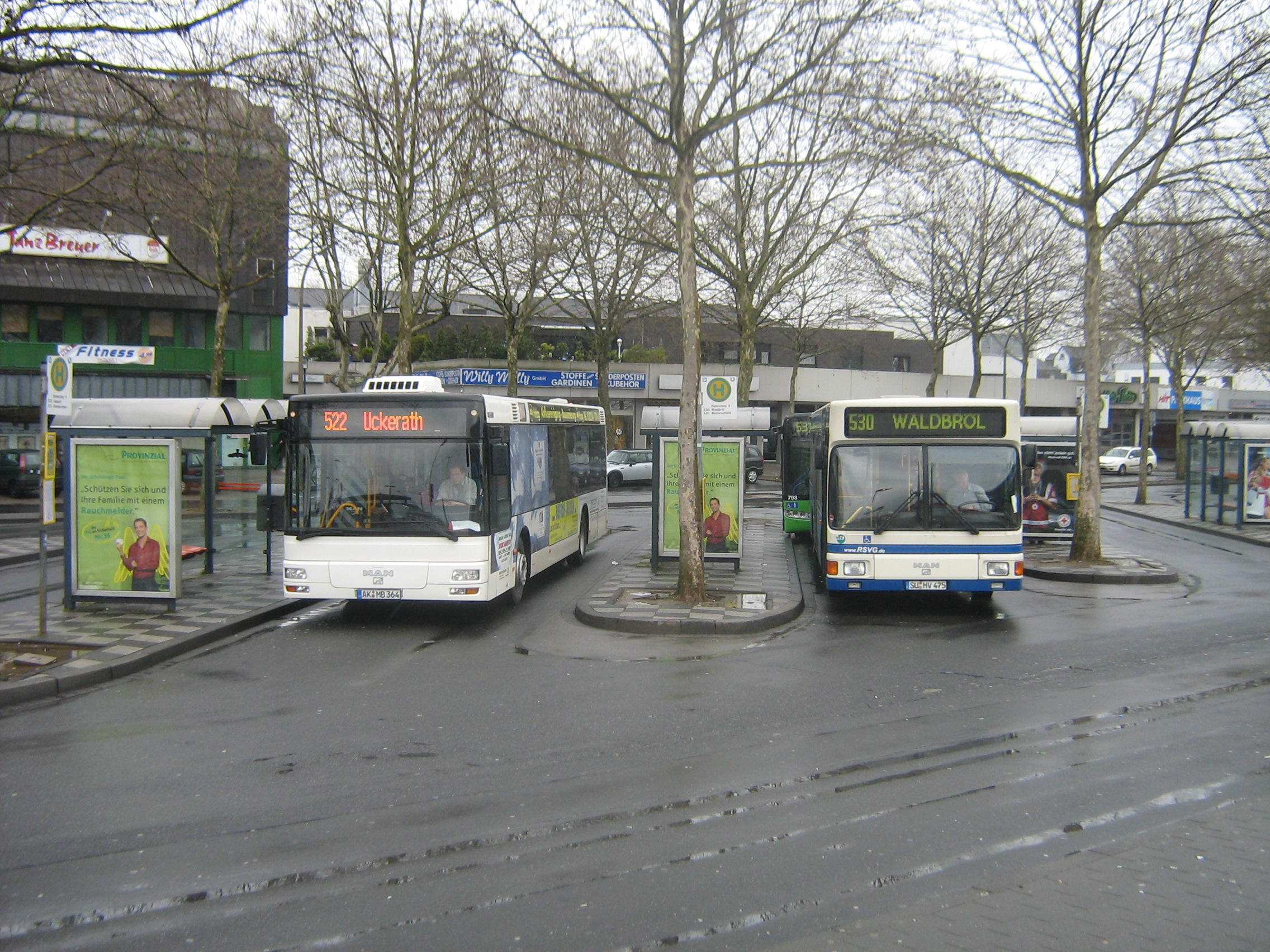
Zahlreiche Buslinien fahren den Bahnhof an. Der Busbahnhof ist mittlerweile umgebaut worden.

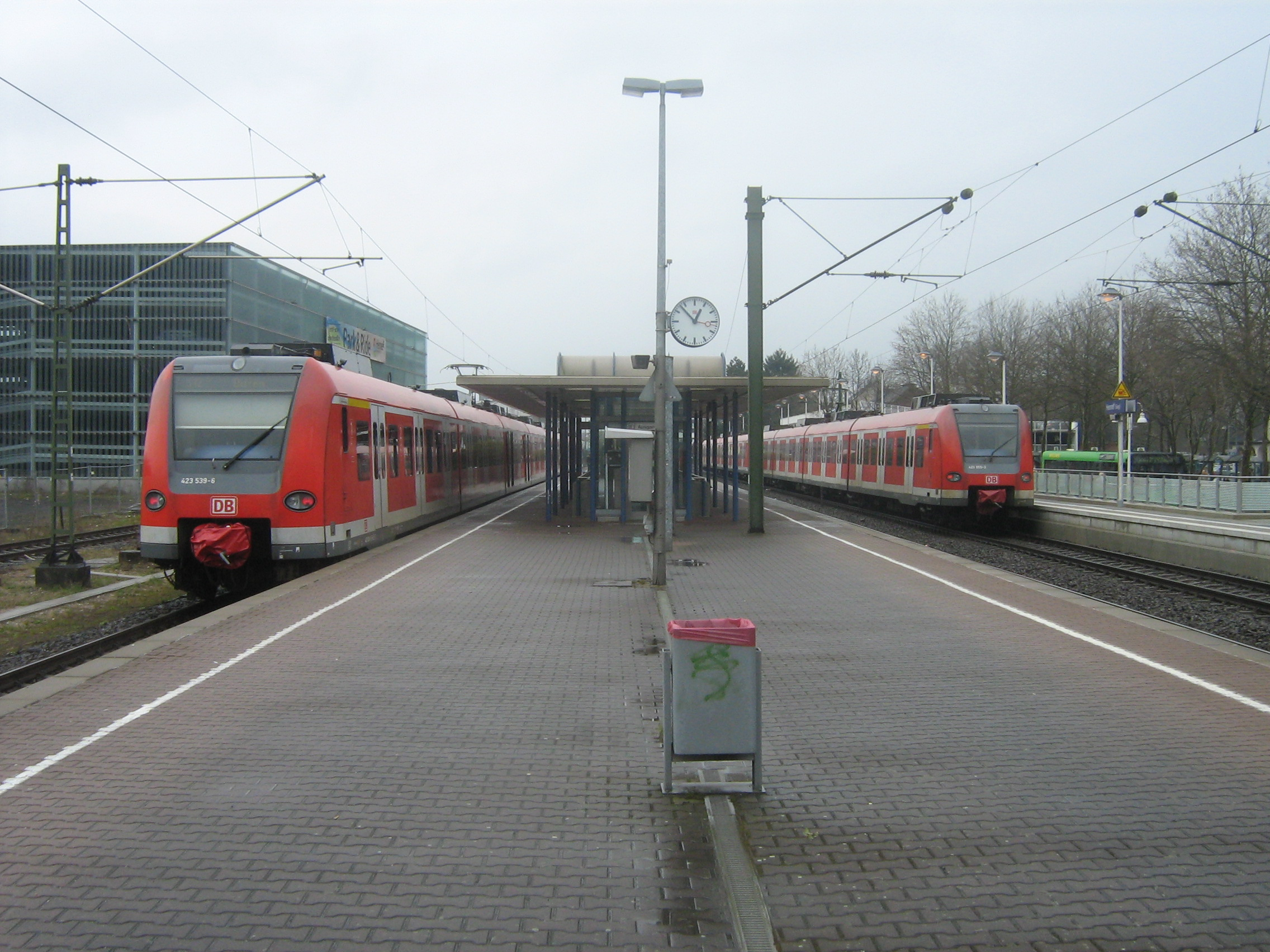
Bis Hennef verkehrt die S 12 im Zwanzigminutentakt

Unmittelbar neben dem Bahnhof schließt sich der Busbahnhof der Stadt Hennef an. Hier halten die von der Rhein-Sieg-Verkehrsgesellschaft betriebenen Buslinien 510, 516, 522, 523, 524, 525, 527, 529, 530, 531, 532, 578 und 579. Für die Buslinien gelten, wie für die im Bahnhof haltenden Züge, die Tarife des Verkehrsverbundes Rhein-Sieg, verbundüberschreitend gilt der NRW-Tarif.

## Bahnhofsgebäude

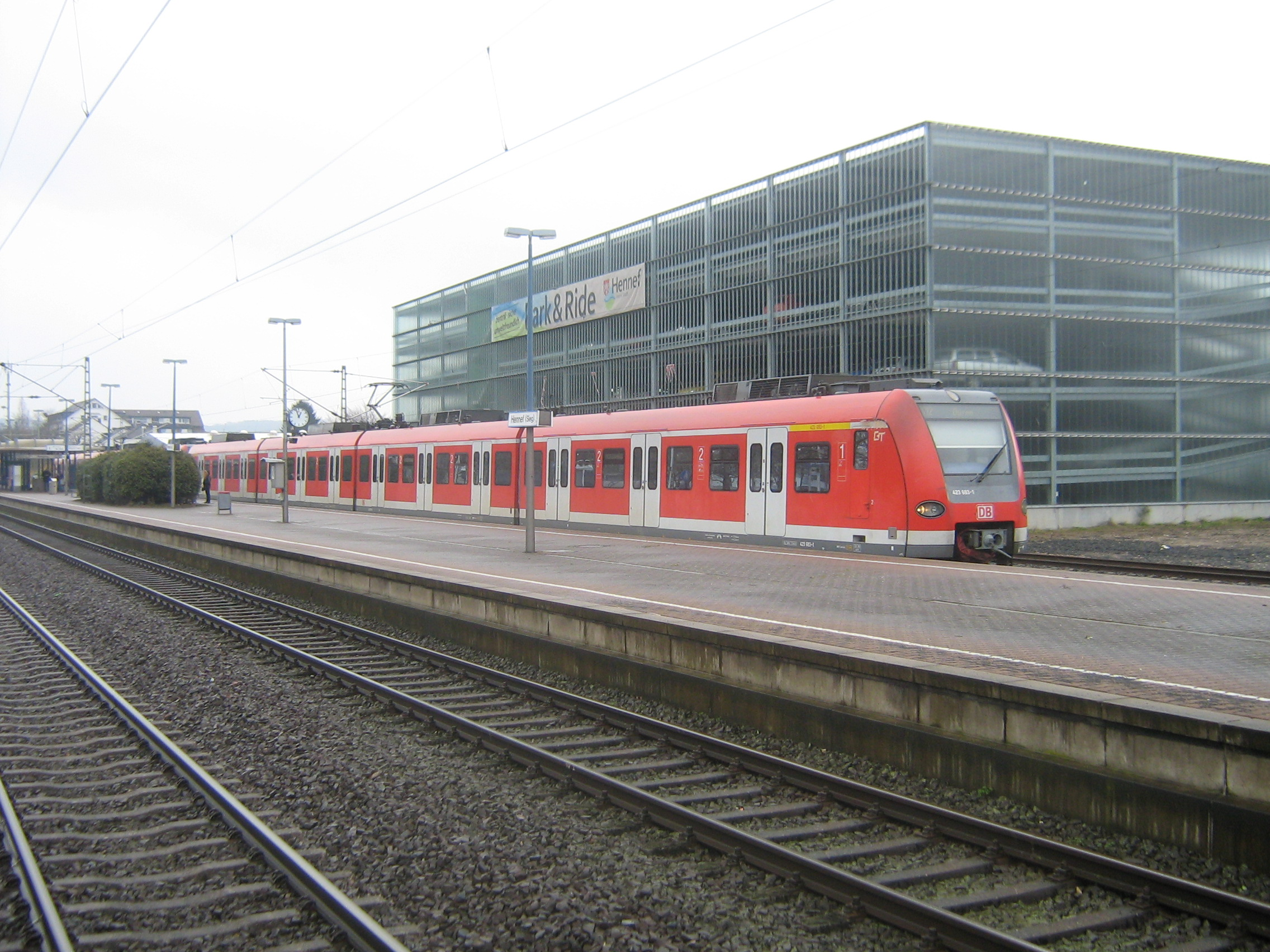
Ein kostenloses Park&Ride Parkhaus ist direkt hinter dem Bahnhof

Das denkmalgeschützte Bahnhofsgebäude wurde 1858 von der Cöln-Mindener Eisenbahngesellschaft eröffnet und befindet sich seit 2004 in Privatbesitz. Neben einem Fahrkartenschalter der DB befinden sich dort ein Brauhaus und ein Schnellrestaurant. Neben dem Bahnhof gibt es ein Parkhaus, das von Pendlern zum Park-and-ride genutzt wird.

## Bahnsteige
Der Bahnhof verfügt über einen Seiten- und einen Mittelbahnsteig, über die die drei für den Personenverkehr genutzten Gleise mit Aufzügen auch barrierefrei erreichbar sind. Das nicht mehr genutzte Gleis 4 besitzt keinen Bahnsteig und ist nur noch einseitig angebunden.

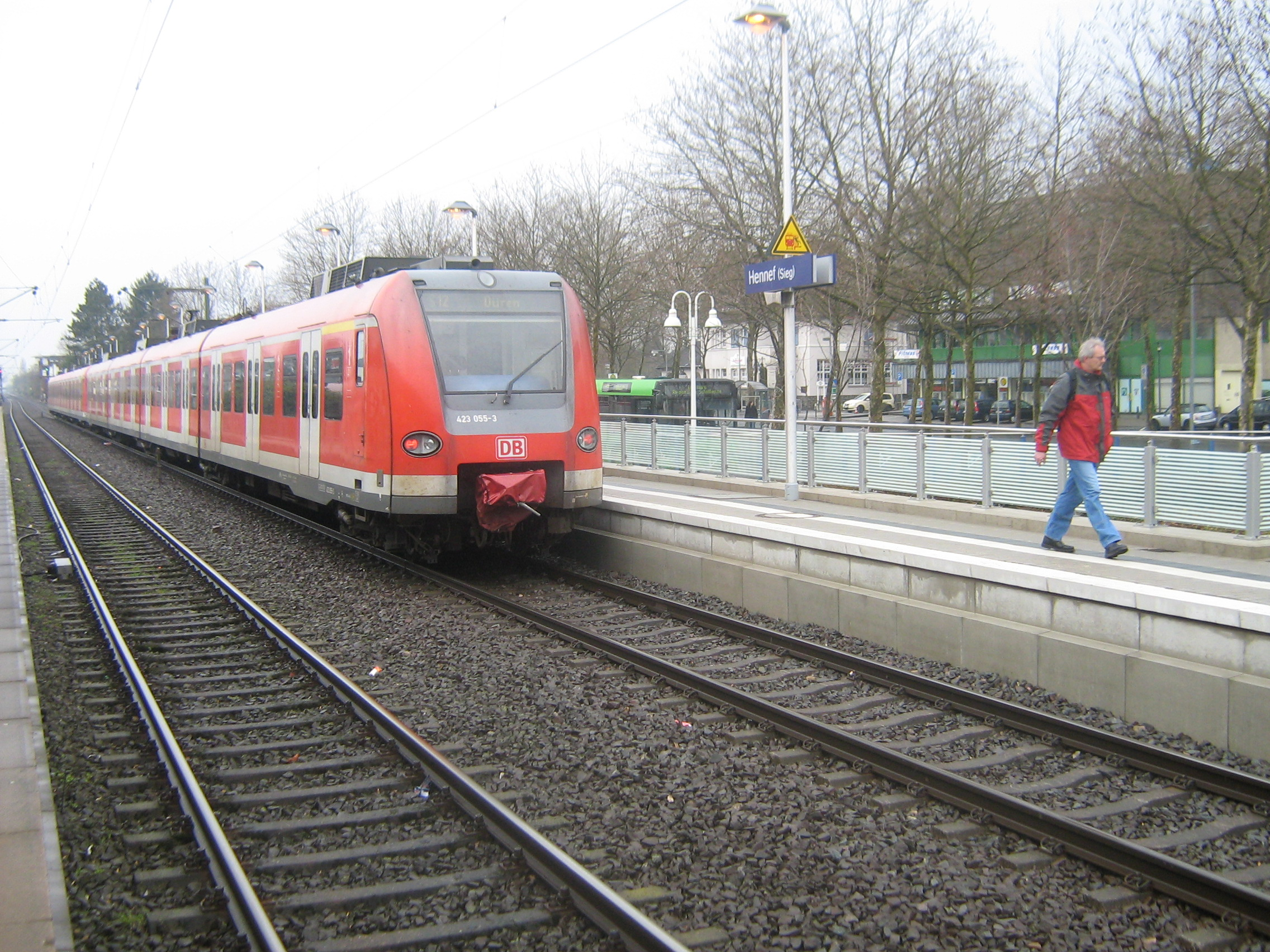
Seit Januar 2008 ist der Seitenbahnsteig an Gleis 1 in Betrieb

Der Seitenbahnsteig am Gleis eins wurde Mitte Januar 2008 nach etwa einem halben Jahr Bauzeit fertiggestellt und in Betrieb genommen. Der neue Bahnsteig von Gleis 1 hatte eine Einstiegshöhe von 96 Zentimetern, die einen barrierefreien Einstieg in die S-Bahn-Züge ermöglicht. Im Jahr 2004 wurde im Rahmen der Modernisierungsarbeiten an verschiedenen Halten der S-Bahn für den Einsatz der Baureihe 423 der Behelfs- und Ersatzbahnsteig an Gleis 1 an der ehemaligen Güterabfertigung errichtet. Dieser ist kurz nach der Eröffnung des neuen Bahnsteigs wieder abgebaut worden. 2020 haben alle Bahnsteige 76 Zentimeter Bahnsteighöhe, weswegen Rollstuhlfahrer die S-Bahn-Triebwagen hier nicht ohne fremde Hilfe erreichen können.

## Bröltalbahn
Ab 1863 verkehrte ab dem Bahnhofsvorplatz die schmalspurige Bröltalbahn nach Ruppichteroth, nach dem Ausbau des Netzes nach Waldbröl, Asbach (Westerwald) und Bonn-Beuel. Der Personenverkehr endete 1956. Güterzüge benutzten die Strecke noch bis 1967. Am Bahnhofsgebäude befand sich nur ein Bahnsteig, westlich, in Höhe der Lindenstraße, gab es ein Umsetzgleis. Der umfangreiche Güterbahnhof mit Rollbockgrube und Umladegleisen und dem Bahnbetriebswerk der Bröltalbahn lag östlich am Ortsrand („An der Brölbahn“).
Ein Gleisrest vor dem Bahnhofsgebäude mit einem Gedenkstein erinnert „an die erste deutsche Schmalspurbahn des öffentlichen Verkehrs“.

## Stellwerk
Das Stellwerk Hf (Hennef (Sieg), Fahrdienstleiter) vom Typ Sp Dr S 60 wurde 1980 in Betrieb genommen und ist im Regelbetrieb nicht örtlich besetzt. Es wird, wie das baugleiche Stellwerk am Bahnhof Blankenberg, vom ebenfalls baugleichen Stellwerk am Bahnhof Eitorf ferngesteuert.

## Erweiterung der Bedienung
Die S 13 wurde seit 15. Dezember 2013 in der morgendlichen Hauptverkehrszeit von Troisdorf nach Hennef weitergeführt. Hierdurch wurden in diesem Abschnitt täglich sechs zusätzliche Fahrten angeboten, die zur Entlastung von RE 9 und S 12 beitragen sollten. Seit Dezember 2014 erfolgt die Weiterführung auch in der Hauptverkehrszeit nachmittags und die Linie wurde für diese Fahrten in S 19 umbenannt. Im Dezember 2015 wurde die S 19 dann bis nach Herchen verlängert und verkehrt montags bis freitags stündlich.

## Zukunft
Derzeit enden die S 12 und die S 19 zweimal die Stunde in Hennef (Sieg), zeitweise war der Zwanzigminutentakt bis Eitorf geplant, was allerdings am eingleisigen Abschnitt zwischen Merten und Blankenberg scheiterte. (Zu den Ausbauplanungen siehe Siegstrecke#Planungen.)

## Verkehrsangebot
Folgende Linien des Schienenpersonennahverkehrs halten in Hennef:
| Linie | Linienverlauf | Takt                                         |
| ----- | --- | -------------------------------------------- |
| RE 9  | Rhein-Sieg-Express: Aachen Hbf – Aachen-Rothe Erde – Stolberg (Rheinl) Hbf – Eschweiler Hbf – Langerwehe – Düren – Horrem – Köln-Ehrenfeld – Köln Hbf – Köln Messe/Deutz – Porz (Rhein) – Troisdorf – Siegburg/Bonn – Hennef (Sieg) – Eitorf – Herchen – (Dattenfeld –)* Schladern (Sieg) – (Rosbach (Windeck) –)* Au (Sieg) – (Etzbach –)* Wissen (Sieg) – (Niederhövels – Scheuerfeld (Sieg) –)* Betzdorf (Sieg) – Kirchen – Brachbach (– Niederschelden – Eiserfeld (Sieg))* – Siegen Hbf * Halt einzelner Züge im Nacht- und Berufsverkehr Stand: Fahrplanwechsel Dezember 2023 | 60 min                                       |
| S 12  | Horrem – Frechen-Königsdorf – Köln-Weiden West – Köln-Lövenich – Köln-Müngersdorf Technologiepark – Köln-Ehrenfeld – Köln Hansaring – Köln Hbf – Köln Messe/Deutz – Köln Trimbornstraße – Köln Airport Businesspark – Köln Steinstraße – Porz (Rhein) – Porz-Wahn – Spich – Troisdorf – Siegburg/Bonn – Hennef (Sieg) – Hennef Im Siegbogen – Blankenberg (Sieg) – Merten (Sieg) – Eitorf – Herchen – Dattenfeld (Sieg) – Schladern (Sieg) – Rosbach (Sieg) – Au (Sieg) Stand: Fahrplanwechsel Dezember 2023                                                                        | 20 min (Horrem–Hennef) 60 min (Hennef–Au)    |
| S 19  | Düren – Merzenich – Buir – Sindorf – Horrem – Frechen-Königsdorf – Köln-Weiden West – Köln-Lövenich – Köln-Müngersdorf Technologiepark – Köln-Ehrenfeld – Köln Hansaring – Köln Hbf – Köln Messe/Deutz – Köln Trimbornstraße – Köln Frankfurter Straße – Köln/Bonn Flughafen – Porz-Wahn – Spich – Troisdorf – Siegburg/Bonn – Hennef (Sieg) – Hennef Im Siegbogen – (Blankenberg (Sieg) /) Merten (Sieg) – Eitorf – Herchen – Dattenfeld (Sieg) – Schladern (Sieg) – Rosbach (Sieg) – Au (Sieg) Stand: Fahrplanwechsel Dezember 2023                                               | 20/40 min (Horrem–Hennef) 60 min (Hennef–Au) |